# Historia del interlingua

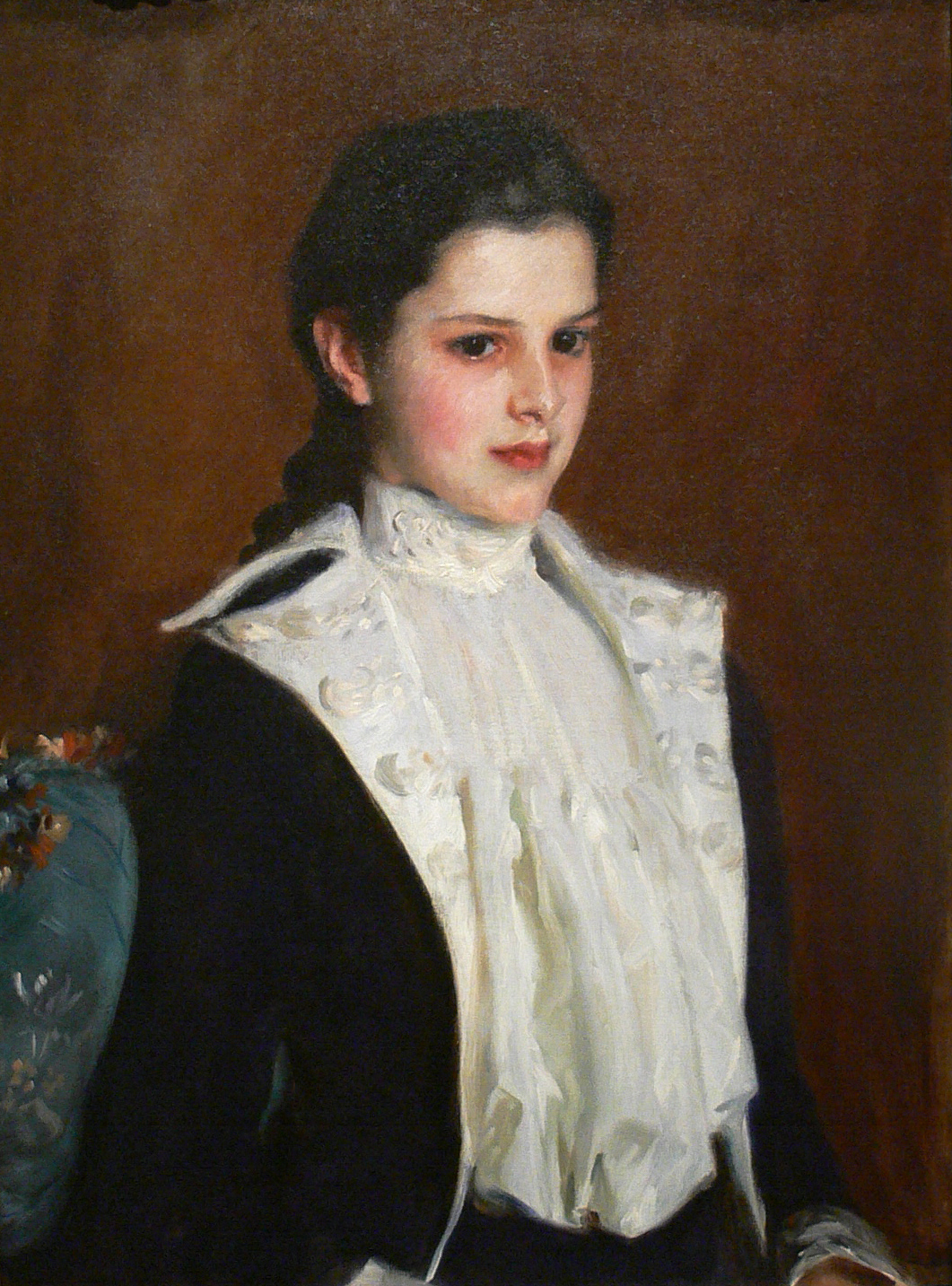
Retrato de Alice Vanderbilt Morris a sus 13 años, por John Singer Sargent, en 1888

La Historia del interlingua comprende la formación del idioma y la historia de la comunidad de hablantes.
El crédito final ha de ir a la heredera estadounidense Alice Vanderbilt Morris (1874–1950) quien se interesó en la lingüística y en el movimiento por el idioma auxiliar internacional a principios de los años veinte. En 1924, Morris y su marido Dave Hennen Morris, establecieron la IALA (International Auxiliary Language Association) en Nueva York. Su objetivo era el estudio de las lenguas auxiliares internacionales desde una base científica.
Las investigaciones sobre el problema de la lengua auxiliar progresaron en varias instituciones:
el International Research Council,
el American Council on Education,
el American Council of Learned Societies,
las varias asociaciones para el avance de la ciencia (en Estados Unidos, Francia, Italia y Reino Unido) y otros grupos de especialistas. Morris creó la IALA como una continuación de su trabajo.
Desarrolló el programa de investigación de la IALA consultando a Edward Sapir, William Edward Collinson y Otto Jespersen.

## International Language Association
La IALA se convirtió en el apoyo principal de la corriente principal de la lingüística estadounidense, fundando, por ejemplo, los estudios semánticos de totalidad entre lenguas (1930) y el fenómeno de clasificación (1944). La propia Morris editó los estudios de lingüística comparativa sobre el fenómeno de ending-point de Sapir y Morris Swadesh en 1932 y el estudio de la indicación de Collinson en 1937. Aunque los Morris y su familia aportaron la mayor parte del financiamiento de la IALA, también recibió apoyo de grupos tan prestigiosos como Carnegie Corporation, la Ford Foundation y la Rockefeller Foundation.
En sus primeros años, la IALA se ocupó de tres tareas:
- encontrar otras organizaciones en el mundo con objetivos similares,
- crear una librería de libros sobre lenguas e interlingüística,
- comparar las lenguas auxiliares internacionales existentes, incluyendo el esperanto, esperanto II, ido, latino sine flexione, novial y occidental.

Persiguiendo el objetivo final, llevó a cabo estudios paralelos de estas lenguas con estudios compartivos de lenguas nacionales, bajo la dirección de investigadores de universidades europeas y estadounidenses.
También preparó conferencias con los defensores de esas lenguas, debatiendo características y objetivos de sus lenguas representadas. Con una "regla de concesión" que requería a los participantes hacer un cierto número de concesiones, los primeros debates en la IALA pasaron de caldeados a explosivos.
En el Segundo Congreso Internacional de Interlingua, llevado a cabo en Ginebra en 1931, la IALA empezó a abrir nuevos caminos. A su conferencia asistieron reputados lingüistas, 27 de los cuales firmaron una carta de apoyo al programa de investigación de la IALA. Otros ocho añadieron su firma en el tercer congreso, llevado a cabo en Roma en 1933.
También en 1933, el profesor Herbert N. Shenton de la Syracuse University, organizó un estudio intensivo de los problemas encontrados con las lenguas artificiales cuando se usaban en congresos internacionales. Ese mismo año, el doctor Edward L. Thorndike publicó un texto sobre las velocidades relativas de aprendizaje de las lenguas construidas "naturales" y "modulares". Tanto Shenton como Thorndike tuvieron una gran influencia en el trabajo de la IALA desde ese momento.
En 1937, los primeros pasos hacia la finalización del idioma interlingua fueron llevados a cabo cuando un comité de 24 eminentes lingüistas de 19 universidades publicaron Some criteria for an international language and commentary. sin embargo, el estallido de la Segunda Guerra Mundial en 1939 impidió los pretendidos encuentros bianuales del comité.

## Desarrollo de la nueva lengua
Originalmente, la asociación no se estableció para crear su propia lengua. Su objetivo era identificar cual era la lengua auxiliar ya existente que mejor se ajustaba a la comunicación internacional, y cómo promoverla de una forma más efectiva. Sin embargo, después de diez años de investigación, más y más miembros de la IALA concluyeron que ninguna de las lenguas auxiliares existentes eran buenas para dicha tarea. En 1937, para sorpresa de la comunidad interlingüística mundial, los miembros tomaron la decisión de crear una nueva lengua.
En ese punto, la mayor parte del debate había sido ambiguo en la decisión de utilizar palabras naturalistas (ej.: novial y occidental) o sistemáticas (ej.: esperanto e ido). Durante los años de la guerra, los defensores de una lengua naturalista ganaron. El primer apoyo fue el papel del doctor Thorndike; el segundo fue una concesión de los defensores de las lenguas sistemáticas al decir que miles de palabras estaban presenten en muchas ―o incluso en la mayoría― de las lenguas europeas. Su argumento fue que la derivación sistemática de palabras era un lecho de Procusto, que forzaba al aprendiz a olvidar y volver a aprender un nuevo sistema de derivación cuando un vocabulario que se podía usar ya existía. Esto convención a los defensores de las lenguas sistemáticas, y la IALA asumió desde ese momento la posición de que una lengua naturalista sería mejor.
Con el estallido de la Segunda Guerra Mundial, las actividades de investigación de la IALA se trasladaron de Liverpool a Nueva York, donde E. Clark Stillman estableció un nuevo equipo de investigación.
Stillman, con la ayuda del doctor Alexander Gode, desarrolló una técnica prototípica: una metodología objetiva para seleccionar y estandarizar vocabulario basada en la comparación de lenguas de control.
En 1943 Stillman abandonó para ayudar en la guerra y Gode se convirtió en el director Interino de Investigación. En 1945, la IALA publicó un Informe General ―en su mayoría el trabajo de Morris― que presentaba tres modelos para la lengua de la IALA:
- El modelo P era un modelo naturalista que no intentaba regularizar el vocabulario prototípico.
- El modelo E era un poco esquemático en la línea del occidental.
- El modelo K era moderadamento esquemático en la línea del ido (menos esquematizado que el esperanto).[4]

Entre 1946 y 1948 el lingüista francés André Martinet fue director de investigación. En este periodo la IALA continuó desarrollando modelos y realizando encuestas para determinar la forma óptima de la lengua resultante. Una encuesta inicial midió reacciones a los tres modelos de 1945. En 1946, IALA envió una extensa encuesta a más de 3,000 docentes de idiomas y profesionales relacionados en tres continentes.

### Los cuatro modelos
|  | Modelo P              |                       | altamente naturalista     |  | Jo habe nascite, o dea cum le oculos azure, de parentes barbare, inter le bone et virtuose Cimmerios       |
|  | Modelo M              |                       | moderadamente naturalista |  | Io have nascit, o dea con le ocules azur, de parentes barbar, inter le bon e virtuos Cimmerios             |
|  | Modelo C              |                       | levemente esquemático     |  | Yo ha nascet, o deessa con le ocules azur, de parentes barbar, inter le bon e virtuose Cimerios            |
|  | Modelo K              |                       | moderadamente esquemático |  | Yo naskeba, o dea kon le okuli azure, de parenti barbare, inter le bone e virtuose Kimerii                 |
|  | (Interlingua moderna) | (Interlingua moderna) | (Interlingua moderna)     |  | Io ha nascite, o dea con le oculos azur, de parentes barbar, inter le bon e virtuose Cimmerios             |
|  | (Inglés)              | (Inglés)              | (Inglés)                  |  | 'I was born, O goddess with the blue eyes, of barbarian relations, among the good and virtuous Cimmerians' |

El modelo P no cambió desde 1945; el modelo M era relativamente moderno en comparación con el relativamente clásico P. El modelo K fue ligeramente modificado en dirección al ido.
Los resultados del estudio fueron chocantes. Los dos modelos más esquemáticos (C y K) fueron rechazados, el K de forma abrumadora. De los dos modelos naturalistas, el M atrajo de alguna forma más apoyo que el P. Teniendo en cuenta los prejuicios nacionales (por ejemplo, los franceses favorecían en las encuestas de forma desproporcianda el modelo M), la IALA decidió en un compromiso entre los modelos M y P, con algunos elementos del C.

## Finalización
Cuando Martinet tomó una posición en el Universidad de Columbia en 1948, Gode llevó a cabo la última fase del desarrollo del interlingua. Su tarea era combinar los elementos de los Modelos M y P, evitar los defectos vistos en ambos por la comunidad encuestada y repararlos con elementos del modelo C tal y como era necesario; y a la vez desarrollar el vocabulario.
El vocabulario y la conjugación verbal del idioma interlingua se presentaron por primera vez en 1951 cuando la IALA publicó la acabada Interlingua grammar y el Interlingua-english dictionary (IED) de 27.000 palabras. En 1954, la IALA publicó un manual introductorio titulado Interlingua a prime vista.

## Éxito, declive y resurgimiento
Una primera aplicación práctica del idioma interlingua fue el boletín científico de noticias Spectroscopia Molecular, publicado entre 1952 y 1980.
En 1954 se utilizó el interlingua en el Segundo Congreso Cardiológico Mundial (en Washington D. C.), para los resúmenes escritos y las interpretaciones orales. En unos pocos años, encontró un uso similar en otros nueve congresos médicos. Entre mediados de los años cincuenta y finales de los setenta, unas treinta revistas científicas (sobre todo de medicina) tuvieron sumarios de artículos en interlingua. Science Service, el editor de Science Newsletter en esa época, publicó una columna mensual en interlingua desde principios de los años cincuenta hasta la muerte de Gode en 1970. En 1967 la poderosa Organización Internacional para la Estandarización, que nomaliza la terminología, votó casi de forma unánime para adoptar interlingua como la base de sus diccionarios.
La IALA cerró sus puertas en 1953 pero no se disolvió de forma oficial hasta 1956 o más tarde.
Su papel en la promoción del interlingua lo tomó Science Service, que puso a Gode a la cabeza de su nueva Interlingua Division.
Hugh Edward Blair, un compañero y amigo de Gode, se convirtió en su asistente.
En 1970 se fundó una organización sucesora, el Interlingua Institute para promover el idioma interlingua en los Estados Unidos y Canadá. El nuevo instituto apoyó el trabajo de otras organizaciones lingüísticas, haciendo contribuciones investigadoras considerables y produciendo resúmenes en interlingua para publicaciones médicas y de investigación. Uno de sus mayores logros fueron dos inmensos volúmenes sobre psicopatología producidos por la American Phytopathological Society en 1976 y 1977.
El Interlingua Institute fue a la deriva durante un tiempo después de las muerte de Blair en 1967 y Gode en 1970. Según Esterhill, sin embargo, la publicación se desaceleró sólo brevemente en la década de 1960 y revivió poco después, en el tiempo de la segunda edición de 1971 del IED. El creciente interés en Europa podría haber contrarrestado las luchas ocurridas en los Estados Unidos.
El idioma interlingua había atraído a muchos de los antiguos adherentes de otros proyectos de lenguas internacionales, sobre todo occidental e ido. El exoccidentalista Ric Berger fundó la UMI (Union Mundial pro Interlingua) en 1955 y a finales de los años cincuenta el interés en Europa por el interlingua había superado al de los Estados Unidos. La cobertura mediática de la época era más fuerte en el norte y este de Europa. La frecuente cobertura europea ha continuado hasta la fecha, uniéndos a ella la atención en Sudamérica a principios de los noventa.
Empezando en la década de los 80, la UMI ha llevado a cabo conferencias internacionales cada dos años (con una asistencia de entre 50 y 100 personas al principio) y lanzó un programa de publicaciones que finalmente produjo 100 volúmenes. Otros trabajos en interlingua fueron publicados por prensas universitarias en Suecia e Italia, y en la década de los 90, en Brasil y Suiza.
Algunas escuelas escandinavas llevaron a cabo proyectos que usaban el interlingua para enseñar el vocabulario científico e intelectual internacional.
En 2000 el Interlingua Institute fue disuelto en medio de disputas de fondos con la UMI; la American Interlingua Society, establecida al año siguiente, sucedió al instituto y respondió a un nuevo interés emergente en México.

## Tras elTelón de Acero
El interlingua fue hablado y promovido en la Unión Soviética, a pesar de la persecución y esfuerzos para suprimir información sobre la lengua. En Alemania del Este, oficiales del gobierno confiscaron cartas y revistas que la UMI enviaba a Walter Raédler, el representante del idioma interlingua en esa zona.
En Checoslovaquia, Július Tomin recibió cartas amenazantes después de que se publicase su primer artículo en interlingua.
A pesar de la persecución continua, se convirtió en el representante checo del interlingua, lo enseñó en el sistema escolar y fue autor de una larga serie de libros y artículos.

## El idioma interlingua en la actualidad
Hoy en día, el interés en el interlingua se ha extendido del mundo científico al público general. Individuos, gobiernos y compañías privadas usan interlingua para enseñar, viajar, publicaciones en internet y comucación a través de las barreras lingüísticas. El interlingua es promovido internacionalmente por la Union Mundial pro Interlingua. Los periódicos y los libros se producen por las organizaciones nacionales, como la Societate American pro Interlingua, la Svenska Sällskapet för Interlingua y la União Brasileira pró Interlíngua.
En la actualidad, Panorama In Interlingua es la principal de muchas publicaciones periódicas. Es una revista de 28 páginas publicado cada dos meses que cubre eventos de actualidad, ciencia, editoriales e interlingua.
Gracias a internet, interlingua ha visto un resurgir en la última década, con un número de hablantes que se multiplica por diez, según algunas estimaciones.